# گرنت (مینه‌سوتا)
گرنت، مینه‌سوتا (به انگلیسی: Grant, Minnesota) یک شهر در ایالات متحده آمریکا است که در مینه‌سوتا واقع شده‌است.

## خصوصیات
گرنت ۶۸٫۶۹ کیلومترمربع مساحت و ۴٬۰۹۶ نفر جمعیت دارد و ۳۰۸ متر بالاتر از سطح دریا واقع شده‌است.